# Moxostoma anisurum
Moxostoma anisurum, auf Englisch auch Silver Redhorse, Silver Mullet, Whitenose Redhorse, White Nose Sucker und auf Französisch Chevalier Blanc oder Suceur Blanc genannt, ist ein Saugkarpfen aus Nordamerika.

## Beschreibung
Moxostoma anisurum ist ein barbenähnlicher Fisch. Er hat die Flossenformel: Dorsale 14–17 und besitzt ein unterständiges Maul. Die Färbung reicht von braun bis grau auf der Rückenpartie und silbrig an den Flanken. Brust-, Bauch- und Afterflossen können orangerot sein.
Moxostoma anisurum wird bis ca. 10 Jahre alt und kann bis zu 75 Zentimeter lang werden.
Im Jahr 2007 wurde ein 4,45 Kilogramm schweres Exemplar im Big Bourbeuse River, einem Nebenfluss des Missouri und Meramec River, gefangen. Aus dem Jahr 1995 wurde ein 6,75 Kilogramm schwerer Fisch aus dem Wilson Dam Tailwater am Pickwick Lake in Tennessee gemeldet. Das Höchstgewicht soll bei maximal 10 Kilogramm liegen.

## Verbreitung
Moxostoma anisurum kommt in Kanada und USA vor. Das Verbreitungsgebiet reicht von den Großen Seen über den St. Lorenz Strom, die kanadische Hudson Bay, das Mississippi-Flusssystem, von den kanadischen Provinzen Québec und Alberta bis in das nördliche Alabama und Arkansas. Außerdem im Missouri, Tennessee River und Ohio-Flusssystem. Östlich am Atlantik kommt Moxostoma anisurum vom Roanoke River in Virginia bis zum Altamaha River in Georgia vor.

## Lebensweise
Moxostoma anisurum bevorzugt schlammige bis felsig-steinige Pools und Strömungsbecken, unterspülten Ufern, Baumwurzeln und anderen Unterwasserhindernissen von kleinen bis großen Flüssen, gelegentlich findet man ihn auch in Seen. Er ernährt sich in Grundnähe von Detritus, Insekten, wie z. B. Maifliegen, Mollusken, Algen und anderen Kleintieren.
Schnellströmendes Wasser beeinträchtigt zwar einerseits das Nahrungsspektrum von Moxostoma anisurum, fördert andererseits aber die Reproduktionsrate und die Entwicklung vom Fischei bis zur Larve. In den unterschiedlichen Entwicklungsabschnitten sind unterschiedliche Wassertemperaturen notwendig. Die Laichzeit liegt in den Monaten April bis Mai. Dann laichen die vier bis fünf Jahre alten geschlechtsreifen Tiere im flachen Wasser vornehmlich auf Kiesgrund ab. Dabei kann es zur Hybridisierung mit anderen Myxostoma-Arten kommen. Gewässerverschmutzung vertragen die Fische nicht.

## Nutzen
Moxostoma anisurum ist ein Sportfisch für Friedfischangler. Das Vorkommen dieser Fischart ist ein Indikator für ein gesundes und ökologisch intaktes Gewässer.

### Gefährdungssituation
Der Bestand gilt in einigen Flüssen und Seen des Südostens der USA aktuell als gefährdet. Während die Individuendichte in den Flüssen Mississippi, Missouri und Ohio River noch hoch ist, verschwindet die Art in anderen Flussbiotopen wie beispielsweise dem Strawberry River in Arkansas. Von der Nature Conservancy in Arkansas wird die Spezies als gefährdet eingestuft.
Die veränderte Strömungsgeschwindigkeit unterhalb von Staudämmen zur Stromgewinnung im Südosten der USA sei nach Meinung einiger Wissenschaftler der Hauptgrund für den Rückgang der Bestände. Ein anderer Grund ist die interspezifische Konkurrenz mit anderen Moxostoma-Arten.
Die nördlichen Populationen sind besser entwickelt, so gibt es zum Beispiel im kanadischen Quebec eine hohe Anzahl von V-Males; der Fortbestand der Art ist in einem Verhältnis von mindestens zwei Männchen zu einem Weibchen gewährleistet, was in Untersuchungen aus dem Jahr 2004 bestätigt wurde. 1983 fand eine Forschergruppe eine Möglichkeit mithilfe von Elektrophorese die Larven zweier Moxostoma-Spezies anhand ihrer verschiedenen Proteinmuster zu trennen.